# 朱台瀚
豐林端康王朱台瀚（1504年—1547年），明朝慶藩第三代豐林王，豐林安簡王朱寘鏷的庶長子。

## 生平
朱台瀚初封鎮國將軍。嘉靖五年（1526年），豐林安簡王朱寘鏷去世。嘉靖八年（1529年）十月，朱台瀚襲封豐林王。
嘉靖十一年（1532年）十月，朱台瀚因覬覦攝理慶府事、與鞏昌王朱寘銂爭權奏擾，被革爵為庶人。嘉靖十六年（1537年）七月，朱台瀚獲賜食米，每年一百五十石。嘉靖十八年（1539年）十二月，因慶世子朱鼒櫍上奏求情，朱台瀚得以復爵。
嘉靖二十六年（1547年）十月，朱台瀚去世，享年四十四歲，諡號端康。四年後，庶長子鎮國將軍朱鼒樲襲爵。

## 家庭

### 子
- 庶長子：鎮國將軍→豐林恭懿王朱鼒樲
- 第二子：鎮國將軍朱鼒橧[9]